# Potamogeton
- Commons
- Wikispecies

Potamogeton L. é um género botânico pertencente à família Potamogetonaceae.

## Sinonímia
- Stuckenia Börner

## Espécies
| - Potamogeton acutifolius - Potamogeton alpinus - Potamogeton angustifolius - Potamogeton berchtoldii - Potamogeton compressus - Potamogeton crispus - Potamogeton epihydrus - Potamogeton filiformis - Potamogeton freisii - Potamogeton gramineus | - Potamogeton lucens - Potamogeton natans - Potamogeton obtusifolius - Potamogeton pectinatus - Potamogeton perfoliatus - Potamogeton polygonifolius - Potamogeton praelongus - Potamogeton pusilus - Potamogeton trichoides |

- Lista completa

## Classificação do gênero
| Sistema | Classificação                       | Referência               |
| ------- | ----------------------------------- | ------------------------ |
| Linné   | Classe Tetrandria, ordem Tetragynia | Species plantarum (1753) |